# Союз ТМ-34
Союз ТМ-34 е пилотиран космически кораб от серията „Союз ТМ“, последен от модификацията Союз ТМ, полет 4S към МКС, 110-и полет по програма „Союз“. Чрез него е осъществена третата посетителска експедиция и 17-и пилотиран полет към „МКС“.

## Екипаж

### При старта

#### Основен
- Юрий Гидзенко (3) – командир
- Роберто Витори (1) – бординженер
- Марк Шатълуърт (1) – космически турист

#### Дублиращ
- Генадий Падалка – командир
- Олег Кононенко – бординженер

### При приземяването
- Сергей Залетин – командир
- Франк Де Вини – бординженер – 1
- Юрий Лончаков – бординженер -2

## Параметри на мисията
- Маса: ~ 7200 кг
- Перигей: 193 км
- Апогей: 235 км
- Наклон на орбитата: 51,6°
- Период: 88,5 мин

## Описание на полета
Екипажът се състои от един руски и един италиански космонавт и вторият космически турист.
Полетът има две основни задачи – замяната на Союз ТМ-32 и изпълнението на няколко научни експеримента. Корабът успешно се скачва с Международната космическа станция. По време на полета екипажът работи основно по различните експерименти, които са медико-биологични и са свързани със стволови клетки на овца и плъх в условията на безтегловност. След прекарани около осем денонощия на борда на станцията екипажът отлита на борда на Союз ТМ-33. Последният е скачен със станцията от 23 октомври 2002 г. и изпълнява ролята на „спасителна лодка“ за дълговременните екипажи на станцията.
Като нова „спасителна лодка“ за дълговременните експедиции остава „Союз ТМ-34“ за около 6 месеца. На 10 ноември 2002 г. той се приземява, на борда с двама руски и вторият космонавт на Белгия, пристигнали в космоса около една седмица преди това с кораба Союз ТМА-1.